# Musée imaginaire des migrations
Das Musée imaginaire des migrations ist ein virtuelles Migrationsmuseum in der Schweiz.
Der Verein Migrationsmuseum hatte ab 1998 in der Schweiz versucht ein Migrationsmuseum zu gründen, um die Schweiz als eine Nation von Ein- und Auswanderern zu präsentieren. In der Finanzkrise 2008 setzte die Stadt Zürich die Unterstützung aus und aus den Resten des Projektes entstand auf Initiative der Autorinnen und Autoren der Schweiz das virtuelle Musée imaginaire des migrations. Es zeigt Themen rund um die Migration in der Schweiz. Über 760.000 Schweizer leben im Ausland und in der Schweiz liegt der Ausländeranteil bei über 20 %. Auch die Schweizer Binnenmigration wird behandelt.